# Amelie Kober
Amelie Kober (ur. 16 listopada 1987 w Bad Aibling) – niemiecka snowboardzistka, specjalizująca się w slalomie i gigancie równoległym, dwukrotna medalistka igrzysk olimpijskich i mistrzostw świata.

## Kariera
Po raz pierwszy na arenie międzynarodowej pojawiła się 8 grudnia 2002 roku w Cortina d’Ampezzo, gdzie zajęła 30. miejsce w zawodach FIS Race w gigancie równoległym. W 2003 roku wystartowała na mistrzostwach świata juniorów w Prato Nevoso, gdzie nie ukończyła giganta równoległego (PGS). Jeszcze dwukrotnie startowała na imprezach tego cyklu, zdobywając srebrne medale w tej samej konkurencji podczas mistrzostw świata juniorów w Klinovcu w 2004 roku i mistrzostw świata juniorów w Zermatt rok później.
W zawodach Pucharu Świata zadebiutowała 10 stycznia 2004 roku w L’Alpe d’Huez, zajmując 19. miejsce w gigancie równoległym. Tym samym już w swoim debiucie wywalczyła pierwsze pucharowe punkty. Pierwszy raz na podium zawodów tego cyklu stanęła 15 października 2005 roku w Sölden, kończąc rywalizację w tej konkurencji na drugiej pozycji. W zawodach tych rozdzieliła Francuzkę Isabelle Blanc i Danielę Meuli ze Szwajcarii. Najlepsze wyniki osiągnęła w sezonie 2008/2009, kiedy to zdobyła Kryształową kulę za klasyfikację generalną PAR
Pierwszy medal wśród seniorek zdobyła w 2006 roku, zajmując drugie miejsce w PGS podczas igrzysk olimpijskich w Turynie. Uplasowała się tam między Danielą Meuli i Rosey Fletcher z USA. Wynik ten powtórzyła na rozgrywanych rok później mistrzostwach świata w Arosie, tym razem rozdzielając Rosjankę Jekatierinę Tudiegieszewą i Fränzi Mägert-Kohli ze Szwajcarii. Następnie zdobyła brązowe medale w obu konkurencjach równoległych podczas mistrzostw świata w Stoneham w 2013 roku. W slalomie (PSL) wyprzedziły ją jej rodaczka, Isabella Laböck i Austriaczka Julia Dujmovits, a w gigancie lepsze były Tudiegieszewa i Szwajcarka Patrizia Kummer. Zdobyła też brązowy medal w slalomie równoległym na igrzyskach olimpijskich w Soczi, gdzie wyprzedziły ją Julia Dujmovits i Niemka Anke Karstens.

## Osiągnięcia

### Igrzyska olimpijskie
| Miejsce | Dzień     | Rok  | Miejscowość | Konkurencja       | Zwyciężczyni        |
| ------- | --------- | ---- | ----------- | ----------------- | ------------------- |
| 2.      | 23 lutego | 2006 | Turyn       | Gigant równoległy | Daniela Meuli       |
| 8.      | 26 lutego | 2010 | Vancouver   | Gigant równoległy | Nicolien Sauerbreij |
| 30.     | 19 lutego | 2014 | Soczi       | Gigant Równoległy | Patrizia Kummer     |
| 3.      | 22 lutego | 2014 | Soczi       | Slalom Równoległy | Julia Dujmovits     |

### Mistrzostwa świata
| Miejsce | Dzień       | Rok  | Miejscowość | Konkurencja       | Zwyciężczyni              |
| ------- | ----------- | ---- | ----------- | ----------------- | ------------------------- |
| 25.     | 18 stycznia | 2005 | Whistler    | Gigant równoległy | Manuela Riegler           |
| 17.     | 19 stycznia | 2005 | Whistler    | Slalom równoległy | Daniela Meuli             |
| 2.      | 16 stycznia | 2007 | Arosa       | Gigant równoległy | Jekatierina Tudiegieszewa |
| 9.      | 17 stycznia | 2007 | Arosa       | Slalom równoległy | Heidi Neururer            |
| 10.     | 20 stycznia | 2009 | Gangwon     | Gigant równoległy | Marion Kreiner            |
| 31.     | 21 stycznia | 2009 | Kangwŏn     | Slalom równoległy | Fränzi Mägert-Kohli       |
| 4.      | 19 stycznia | 2011 | La Molina   | Gigant równoległy | Alona Zawarzina           |
| 6.      | 21 stycznia | 2011 | La Molina   | Slalom równoległy | Hilde-Katrine Engeli      |
| 3.      | 25 stycznia | 2013 | Stoneham    | Gigant równoległy | Isabella Laböck           |
| 3.      | 27 stycznia | 2013 | Stoneham    | Slalom równoległy | Jekatierina Tudiegieszewa |
| 7.      | 22 stycznia | 2015 | Kreischberg | Slalom równoległy | Ester Ledecká             |
| 15.     | 23 stycznia | 2015 | Kreischberg | Gigant równoległy | Claudia Riegler           |

### Puchar Świata

#### Miejsca w klasyfikacji generalnej
- sezon 2003/2004: -
- sezon 2004/2005: -
- sezon 2005/2006: 24.
- sezon 2006/2007: 9.
- sezon 2007/2008: 30.
- sezon 2008/2009: 3.
- sezon 2009/2010: 9.
  - PAR[2]
- sezon 2010/2011: 26.
- sezon 2011/2012: 2.
- sezon 2012/2013: 5.
- sezon 2013/2014: 17.
- sezon 2014/2015: 14.

#### Zwycięstwa w zawodach
1. Landgraaf – 13 października 2006 (slalom równoległy)
2. Landgraaf – 12 października 2007 (slalom równoległy)
3. Kreischberg – 7 stycznia 2009 (slalom równoległy)
4. Stoneham – 22 lutego 2009 (gigant równoległy)
5. Sunday River – 26 lutego 2009 (gigant równoległy)
6. La Molina – 15 marca 2009 (gigant równoległy)
7. Valmalenco – 22 marca 2009 (gigant równoległy)
8. Landgraaf – 9 października 2009 (slalom równoległy)
9. Sudelfeld – 6 lutego 2010 (gigant równoległy)
10. Sudelfeld – 28 stycznia 2012 (gigant równoległy)
11. Valmalenco – 17 marca 2012 (gigant równoległy)
12. Badgastein – 11 stycznia 2013 (slalom równoległy)

#### Pozostałe miejsca na podium w zawodach
1. Sölden – 15 października 2005 (gigant równoległy) – 2.miejsce
2. Szukołowo – 9 lutego 2007 (slalom równoległy) – 3.miejsce
3. Bayrischzell – 31 stycznia 2009 (gigant równoległy) – 2.miejsce
4. Telluride – 15 grudnia 2009 (gigant równoległy) – 2.miejsce
5. Telluride – 15 grudnia 2011 (gigant równoległy) – 3.miejsce
6. Carezza – 21 grudnia 2011 (gigant równoległy) – 2.miejsce
7. La Molina – 10 marca 2012 (gigant równoległy) – 2. miejsce
8. Soczi – 14 lutego 2013 (gigant równoległy) – 2. miejsce
9. Montafon – 18 grudnia 2014 (slalom równoległy)  - 2. miejsce

- W sumie (12 zwycięstw, 7 drugich i 2 trzecie miejsca).